# Campionati del mondo juniores di atletica leggera 1998
I Campionati del mondo juniores di atletica leggera 1998 (7ª edizione), si sono svolti ad Annecy, in Francia dal 28 luglio al 2 agosto. Le competizioni si sono tenute al Parc des Sports.

## Medagliati

### Uomini
| Specialità | Oro                                                                  | Prestazione | Argento                                                                | Prestazione | Bronzo                                                        | Prestazione |
| Corse piane |                                                                      |             |                                                                        |             |                                                               |             |
| 100 m | Christian Malcolm                                                    | 10"12       | Amar Johnson                                                           | 10"34       | Dwight Thomas                                                 | 10"40       |
| 200 m | Christian Malcolm                                                    | 20"44       | Jairo Duzant                                                           | 20"92       | Russell Frye                                                  | 20"94       |
| 400 m | Nduka Awazie                                                         | 45"54       | Casey Vincent                                                          | 45"55       | Fawzi Al Shammari                                             | 45"89       |
| 800 m | William Chirchir                                                     | 1'47"23     | Wilfred Bungei                                                         | 1'47"53     | Paskar Owor                                                   | 1'48"20     |
| 1.500 m | Adil Kaouch                                                          | 3'42"43     | Benjamin Kipkurui                                                      | 3'42"67     | Robert Witt                                                   | 3'43"47     |
| 5.000 m | Million Wolde                                                        | 13'47"49    | Kipchumba Mitei                                                        | 13'49"60    | Ahmed Baday                                                   | 13'49"86    |
| 10.000 m | Benson Barus                                                         | 29'24"28    | Salim Kipsang                                                          | 29'36"80    | Alene Emere                                                   | 29'47"60    |
| 10.000 m marcia | Roman Rasskazov                                                      | 41'55"95    | Liu Yunfeng                                                            | 42'01"11    | Mario Iván Flores                                             | 42'04"55    |
| Corse a ostacoli |                                                                      |             |                                                                        |             |                                                               |             |
| 110 hs | Staņislavs Olijars                                                   | 13"51       | Sharif Paxton                                                          | 14"10       | Florian Seibold                                               | 14"21       |
| 400 hs | Periklīs Iakōvakīs                                                   | 49"82       | Osiris Martínez                                                        | 50"17       | Peter Bate                                                    | 50"83       |
| 3.000 siepi | Reuben Kosgei                                                        | 8'23"76     | Abraham Cherono                                                        | 8'32"24     | El Moustapha Mellour                                          | 8'34"91     |
| Salti |                                                                      |             |                                                                        |             |                                                               |             |
| Salto in alto | Alfredo Deza                                                         | 2,21 m      | Yin Xueli                                                              | 2,21 m      | Aleksandr Veryutin                                            | 2,21 m      |
| Salto con l'asta | Pavel Gerasimov                                                      | 5,55 m      | Lars Börgeling                                                         | 5,50 m      | Paul Burgess Adam Ptáček Giuseppe Gibilisco                   | 5,20 m      |
| Salto in lungo | Petar Dachev                                                         | 8,14 m      | Abdel Rahmane Al-Nubi                                                  | 8,11 m      | Luis Méliz                                                    | 7,91 m      |
| Salto triplo | Ionut Punga                                                          | 16,94 m     | Ivaylo Rusenov                                                         | 16,65 m     | Gregory Yeldell                                               | 16,44 m     |
| Lanci |                                                                      |             |                                                                        |             |                                                               |             |
| Getto del peso | Mikuláš Konopka                                                      | 18,50 m     | Janus Robberts                                                         | 18,15 m     | Carl Myerscough                                               | 18,12 m     |
| Lancio del disco | Zoltán Kővágó                                                        | 59,36 m     | Emeka Udechuku                                                         | 57,99 m     | Gábor Máté                                                    | 56,96 m     |
| Lancio del giavellotto | David Parker                                                         | 72,85 m     | Gerhardus Pienaar                                                      | 71,16 m     | Yukifumi Murakami                                             | 70,72 m     |
| Lancio del martello | Olli-Pekka Karjalainen                                               | 72,40 m     | Yuriy Voronkin                                                         | 69,66 m     | Wojciech Kondratowicz                                         | 68,93 m     |
| Prove multiple |                                                                      |             |                                                                        |             |                                                               |             |
| Decathlon | Aki Heikkinen                                                        | 7.476 p.    | Thomas Pöge                                                            | 7.332 p.    | Jaakko Ojaniemi                                               | 7.246 p.    |
| Staffette |                                                                      |             |                                                                        |             |                                                               |             |
| Staffetta 4×100 m | Giamaica Steve Slowly Thomas Collin Paul Thompson Roy Bailey         | 39"70       | Stati Uniti Casey Combest Dashaun McCullough Amar Johnson Russell Frye | 39"71       | Germania Tobias Unger Stefan Holz Zapletal Jirka Kevin Kuske  | 39"99       |
| Staffetta 4×400 m | Australia Daniel McFarlane Daniel Batman Aaron Russell Casey Vincent | 3'04"74     | Stati Uniti Tony Berrian Kevin Baker Brian Swarn Andrew Pierce         | 3'05"06     | Giamaica Sanjay Ayre Leroy Colquhoun Omar Henry Dwayne Miller | 3'05"31     |
| record mondiale; record mondiale stagionale; miglior prestazione mondiale under 20; miglior prestazione mondiale stagionale under 20; record africano; record asiatico; record europeo; record nord-centroamericano e caraibico; record sudamericano; record oceaniano; record dei campionati; record nazionale; record nazionale under 20; record personale; record personale stagionale. |                                                                      |             |                                                                        |             |                                                               |             |

### Donne
| Specialità | Oro                                                                   | Prestazione | Argento                                                                 | Prestazione | Bronzo                                                                  | Prestazione |
| Corse piane |                                                                       |             |                                                                         |             |                                                                         |             |
| 100 m | Shakedia Jones                                                        | 11"19       | Angela Williams                                                         | 11"27       | Joan Uduak Ekah                                                         | 11"50       |
| 200 m | Muriel Hurtis                                                         | 23"22       | Shakedia Jones                                                          | 23"39       | Sarah Wilhelmy                                                          | 23"56       |
| 400 m | Natal'ja Nazarova                                                     | 52"02       | Nakiya Johnson                                                          | 53"09       | Yupalis Díaz                                                            | 53"39       |
| 800 m | Olga Mikayeva                                                         | 2'05"34     | Nancy Langat                                                            | 2'05"43     | Naomi Misoi                                                             | 2'05"77     |
| 1.500 m | Lan Lixin                                                             | 4'10"05     | Yemenashu Taye                                                          | 4'11"97     | Bouchra Benthami                                                        | 4'12"76     |
| 3.000 m | Yin Lili                                                              | 8'57"09     | Yemenashu Taye                                                          | 9'01"70     | Edna Kiplagat                                                           | 9'05"46     |
| 5.000 m | Yin Lili                                                              | 15'29"65    | Faith Chemutai                                                          | 15'34"48    | Meryma Hashim                                                           | 15'39"57    |
| 5.000 m marcia | Sabine Zimmer                                                         | 21'14"39    | Jolanta Dukure                                                          | 21'17"89    | Xue Ailing                                                              | 21'28"57    |
| Corse a ostacoli |                                                                       |             |                                                                         |             |                                                                         |             |
| 100 hs | Julie Pratt                                                           | 13"75       | Sun Hong Wei                                                            | 13"75       | Susanna Kallur                                                          | 13"77       |
| 400 hs | Li Yu Lian                                                            | 55"93       | Allison Beckford                                                        | 57"19       | Sun Hong Wei                                                            | 57"43       |
| Salti |                                                                       |             |                                                                         |             |                                                                         |             |
| Salto in alto | Marina Kuptsova                                                       | 1,88 m      | Marie Norrman                                                           | 1,88 m      | Nevena Lenđel Tatyana Efimenko                                          | 1,84 m      |
| Salto con l'asta | Monika Gotz                                                           | 4,20 m      | Monika Pyrek María Mar Sánchez                                          | 4,10 m      | -                                                                       | -           |
| Salto in lungo | Peng Fengmei                                                          | 6,59 m      | Lu Xin                                                                  | 6,57 m      | Maria Chiara Baccini                                                    | 6,55 m      |
| Salto triplo | Baya Rahouli                                                          | 14,04 m     | Maria Solomon                                                           | 13,75 m     | Marija Martinović                                                       | 13,47 m     |
| Lanci |                                                                       |             |                                                                         |             |                                                                         |             |
| Getto del peso | Nadzeja Astapčuk                                                      | 18,23 m     | Du Xianhui                                                              | 17,69 m     | Nadine Banse                                                            | 16,94 m     |
| Lancio del disco | Liu Fengying                                                          | 60,66 m     | Mélina Robert-Michon                                                    | 55,01 m     | Lacramioara Ionescu                                                     | 54,64 m     |
| Lancio del giavellotto | Osleidys Menéndez                                                     | 68,17 m     | Liang Lili                                                              | 61,72 m     | Wei Jianhua                                                             | 59,10 m     |
| Lancio del martello | Bianca Achilles                                                       | 62,22 m     | Sini Pöyry                                                              | 61,76 m     | Maureen Griffin                                                         | 60,14 m     |
| Prove multiple |                                                                       |             |                                                                         |             |                                                                         |             |
| Eptathlon | Shen Shengfei                                                         | 5.815 p.    | Susanna Rajamaki                                                        | 5.721 p.    | Viorica Ţigău                                                           | 5.720 p.    |
| Staffette |                                                                       |             |                                                                         |             |                                                                         |             |
| Staffetta 4×100 m | Stati Uniti Angela Williams Keyon Soley Myra Combs Shakedia Jones     | 43"52       | Francia Celine Thelamon Muriel Hurtis Nadia Imalouan Anne Carole Rapp   | 44"07       | Giamaica Tulia Robinson Aleen Bailey Melaine Walker Lisa Sharpe         | 44"61       |
| Staffetta 4×400 m | Giamaica Patricia Hall Peta-Gaye Gayle Keasha Downer Allison Beckford | 3'32"29     | Russia Svetlana Pospelova Olga Mikayeva Olesja Zykina Natal'ja Nazarova | 3'32"35     | Stati Uniti Mikele Barber Myra Combs Demetria Washington Nakiya Johnson | 3'32"85     |
| record mondiale; record mondiale stagionale; miglior prestazione mondiale under 20; miglior prestazione mondiale stagionale under 20; record africano; record asiatico; record europeo; record nord-centroamericano e caraibico; record sudamericano; record oceaniano; record dei campionati; record nazionale; record nazionale under 20; record personale; record personale stagionale. |                                                                       |             |                                                                         |             |                                                                         |             |

## Medagliere
| Posizione | Paese            | Oro | Argento | Bronzo | Totale |
| --------- | ---------------- | --- | ------- | ------ | ------ |
| 1         | Cina             | 7   | 6       | 3      | 16     |
| 2         | Russia           | 5   | 2       | 0      | 7      |
| 3         | Regno Unito      | 4   | 1       | 2      | 7      |
| 4         | Kenya            | 3   | 7       | 3      | 13     |
| 5         | Germania         | 3   | 2       | 3      | 8      |
| 6         | Stati Uniti      | 2   | 7       | 4      | 13     |
| 7         | Finlandia        | 2   | 2       | 1      | 5      |
| 8         | Giamaica         | 2   | 1       | 3      | 6      |
| 9         | Etiopia          | 1   | 2       | 2      | 5      |
| 10        | Francia          | 1   | 2       | 0      | 3      |
| 11        | Australia        | 1   | 1       | 2      | 4      |
| 11        | Cuba             | 1   | 1       | 2      | 4      |
| 11        | Romania          | 1   | 1       | 2      | 4      |
| 14        | Bulgaria         | 1   | 1       | 0      | 2      |
| 14        | Lettonia         | 1   | 1       | 0      | 2      |
| 16        | Marocco          | 1   | 0       | 2      | 3      |
| 17        | Bielorussia      | 1   | 0       | 1      | 2      |
| 17        | Nigeria          | 1   | 0       | 1      | 2      |
| 17        | Ungheria         | 1   | 0       | 1      | 2      |
| 20        | Algeria          | 1   | 0       | 0      | 1      |
| 20        | Grecia           | 1   | 0       | 0      | 1      |
| 20        | Perù             | 1   | 0       | 0      | 1      |
| 20        | Slovacchia       | 1   | 0       | 0      | 1      |
| 24        | Sudafrica        | 0   | 2       | 0      | 2      |
| 25        | Polonia          | 0   | 1       | 2      | 3      |
| 26        | Svezia           | 0   | 1       | 1      | 2      |
| 27        | Antille Olandesi | 0   | 1       | 0      | 1      |
| 27        | Qatar            | 0   | 1       | 0      | 1      |
| 27        | Spagna           | 0   | 1       | 0      | 1      |
| 30        | Italia           | 0   | 0       | 2      | 2      |
| 31        | Croazia          | 0   | 0       | 1      | 1      |
| 31        | Giappone         | 0   | 0       | 1      | 1      |
| 31        | Jugoslavia       | 0   | 0       | 1      | 1      |
| 31        | Kirghizistan     | 0   | 0       | 1      | 1      |
| 31        | Kuwait           | 0   | 0       | 1      | 1      |
| 31        | Messico          | 0   | 0       | 1      | 1      |
| 31        | Rep. Ceca        | 0   | 0       | 1      | 1      |
| 31        | Uganda           | 0   | 0       | 1      | 1      |
| Totale    | Totale           | 43  | 44      | 45     | 132    |